# Weka
Weka (Waikato Environment for Knowledge Analysis) — свободное программное обеспечение для анализа данных и машинного обучения, написанное на Java в Университете Уаикато (Новая Зеландия), распространяющееся по лицензии GNU GPL.

## Описание
Weka представляет собой набор средств визуализации и алгоритмов для интеллектуального анализа данных и решения задач прогнозирования, вместе с графической пользовательской оболочкой для доступа к ним.
Weka позволяет выполнять такие задачи анализа данных, как подготовку данных (preprocessing), отбор признаков (англ. feature selection), кластеризацию, классификацию, регрессионный анализ и визуализацию результатов.

## История
- 1993. В университете Уаикато начата разработка первой версии Weka на Tcl/Tk и C.
- 1997. Принято решение переписать весь код с нуля на языке Java.
- 2005. Weka получила награду Data Mining and Knowledge Discovery Service Award от SIGKDD.
- 2006. Pentaho Corporation приобрела эксклюзивную лицензию на использование Weka в своих продуктах для анализа данных.
- По состоянию на 2008-11-21, Weka занимала 257 место в рейтинге проектов sourceforge.net (более 1 млн 360 тыс. скачиваний)[3]